# قعشولة (عبس)

تعديل مصدري - تعديل

قعشولة هي إحدى قرى عزلة بني حسن بمديرية عبس التابعة لمحافظة حجة، بلغ تعداد سكانها 121 نسمة حسب تعداد اليمن لعام 2004.